# Alexandre Martin

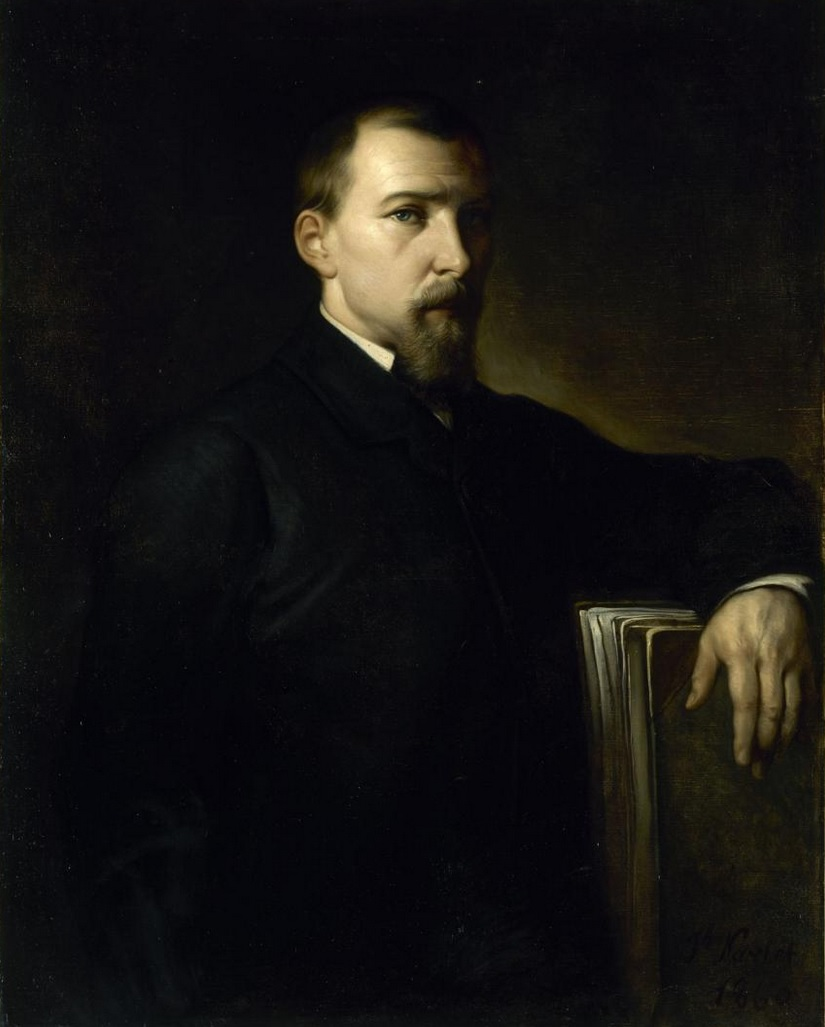
Porträt Alexandre Martins von Joseph Navlet, 1860, Musée Carnavalet, Paris

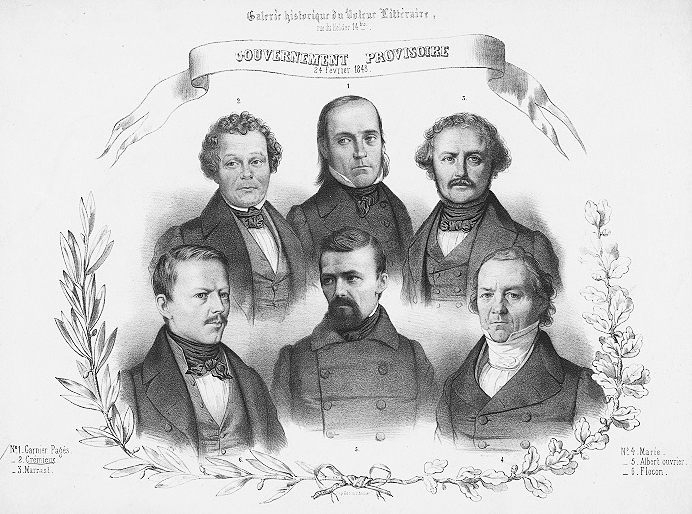
Die Provisorische Regierung vom 24. Februar 1848: obere Reihe (von links): Adolphe Crémieux, Louis-Antoine Garnier-Pagès, Armand Marrast; untere Reihe (von links): Ferdinand Flocon, Alexandre Martin, Pierre Marie de Saint-Georges

Alexandre-Albert Martin (* 27. März 1815 in Bury; † 27. Mai 1895 in Mello), war ein französischer Politiker, der durch sein sozialistisches Engagement während der Februarrevolution 1848 bekannt wurde. Von seinen Zeitgenossen aufgrund seiner Herkunft aus der Arbeiterklasse l'ouvrier Albert („Arbeiter Albert“) genannt, war er zusammen mit Louis Blanc, Adolphe Crémieux usw. einer der führenden Köpfe der Provisorischen Regierung von 1848 und wurde Vizepräsident der Commission du Luxembourg.

## Leben
Alexandre Martin, Sohn eines Landwirts, lernte bei einem seiner Onkel den Beruf des Modellmechanikers. Mit 15 Jahren nahm er am Aufstand der „Trois Glorieuses“ teil, der Julirevolution von 1830. Aufgrund einer Verwechslung mit seinem Namensvetter Antide Martin wird ihm fälschlicherweise eine Rolle bei der Gründung der Lyoner Zeitung La Glaneuse im Jahr 1832 zugeschrieben. Tatsächlich trat Alexandre Martin in Paris den republikanischen Geheimgesellschaften Familles, Saisons und schließlich Nouvelles Saisons bei, deren Anführer er kurz vor der Revolution von 1848 wurde.

### Während der Zweiten Republik
Als die Februarrevolution von 1848 ausbrach, war Albert Arbeiter bei Jean-Félix Bapterosses, einem Knopffabrikanten. Am 23. Februar griff er zu den Waffen und wurde am Abend des 24. Februar, getragen von seinem Ruf als revolutionärer Schriftsteller und Arbeiter sowie von seiner Freundschaft mit Louis Blanc, in die provisorische Regierung berufen. Als erstes Mitglied einer französischen Regierung, das aus der Arbeiterklasse hervorgegangen war, lehnte er jedoch stets den Namen „l‘ouvrier Albert“ ab.
Als Vizepräsident der Commission du Luxembourg, einer Arbeiter- und Arbeitgeberorganisation mit dem Ziel, ein Arbeitsministerium zu bilden, billigte er die Politik von Louis Blanc, seinem sozialistischen Verbündeten. Nach einem kurzen Vorsitz in der Commission des récompenses nationales wurde er mit 133.041 Stimmen von 215.000 Wählern zum Volksvertreter in der verfassungsgebenden Versammlung im Département Seine gewählt, gab sein Amt aber nach wenigen Tagen wieder auf. Er kam jedoch als Vizepräsident in die Commission du Luxembourg, doch aufgrund der Wahlen im April, die zum Triumph für die gemäßigten Republikaner wurden, wurde er aus der Regierung ausgeschlossen. Am 15. Mai löste eine gewalttätige Volksdemonstration eine Reaktion der Garde nationale aus; Albert, der die Demonstration anführte, wurde verhaftet und in Vincennes inhaftiert.

### Das Zweite Kaiserreich
Bei seinem Prozess vor der Haute Cour de Justice de Bourges im darauffolgenden Jahr weigerte er sich, sich zu verteidigen, da er das Gericht für nicht zuständig hielt. Er wurde für schuldig befunden und in die Zitadelle von Le Palais auf der Belle-Île deportiert, wo er vier Jahre lang inhaftiert blieb, bis man ihn für fünf weitere Jahre ins Gefängnis von Tours verlegte.
Nachdem er 1859 amnestiert worden war, arbeitete er in Paris als Inspektor für Material und Werkzeuge der Pariser Gasgesellschaft, hielt sich aber vom politischen Leben fern. 1870 ernannte ihn die Regierung der Nationalen Verteidigung zum Mitglied der Commission des Barricades. Bei den Wahlen zur Nationalversammlung 1871 unterlag er. Im Jahr 1879 versuchte er ein letztes Mal, in den Senat gewählt zu werden, was ihm jedoch ebenfalls nicht gelang.
Als er 1895 starb, richtete die Regierung ein Staatsbegräbnis für ihn aus. Er wurde auf dem Friedhof von Mello beigesetzt, wo sein Grabmal von einer Büste von Auguste Seysses überragt wird.
Im Jahr darauf benannte die Stadt Paris eine Straße im 13. Arrondissement nach ihm, die Rue Albert.